# Туркменский государственный институт культуры
Туркменский государственный институт культуры (туркм. Türkmen döwlet medeniýet instituty) — туркменское высшее учебное заведение, центр профессиональной подготовки в области культуры и искусства. Располагается в «творческом городке» города Ашхабада.

## История
Туркменский государственный педагогический институт искусств (ТГПИИ) создан в 1972 году в соответствии с постановлением ЦК КПТ и СМ ТССР от 3 июня 1971 года.
В 1975 году в ТГПИИ было открыто двухгодичное подготовительное отделение для вокалистов. В 1976—1980 годах ТГПИИ подготовил 366 специалистов по 26 специальностям. В 1980—1981 учебном году в ТГПИИ работало 150 преподавателей и обучалось 436 студентов, в том числе 25 — на заочном отделении.
В 1980-е годы в ТГПИИ было 3 факультета: искусств, культурно-просветительской работы и музыкальной педагогики. ТГПИИ шефствовал над всеми музыкальными учреждениями среднего звена в Туркменской ССР — музыкальными школами, культурно-просветительским техникумом, музыкальными училищами и училищем искусств.
В 1992 года ТГПИИ был преобразован, на его базе были созданы Ашхабадская государственная консерватория и Туркменский государственный институт культуры (ТГИК).
В 2011 году открылось новое здание ТГИК в «творческом городке» на пересечении улиц «10 йыл Абаданчылык» и Ататюрка.
В 2019 года в ведение института переданы специальности подготовки студентов по направлениям «туристический бизнес» и «гостиничный бизнес», которым до этого занимался Национальный институт спорта и туризма.

## Структура
По состоянию на 2024 год в ТГИК входят 4 факультета:
- Факультет театрального искусства
- Факультет культурного наследия
- Факультет библиотековедения
- Факультет туризма

## Ректоры
- Ходжак Мамедов (04.03.1992 — 03.04.2001)
- Язмурад Чопанов (03.04.2001 — 29.07.2002)
- Аннамухаммет Языев (29.01.2003 — 24.12.2004)[4][5]
- Марал Бяшимова (24.12.2004 — 28.04.2006)[5][6]
- Энебай Атаева (16.05.2006 — 08.06.2007)
- Худайназар Амангельдыев (21.02.2007 — 19.11.2007)[7]
- Аннамырат Сапармухаммедов (19.11.2007 — 02.07.2019)[8][9]
- Аманмырат Айдогдыев (со 02.07.2019)[8][9]